# الگین، شهرستان لنکستر، کارولینای جنوبی
الگین (به انگلیسی: Elgin) یک منطقهٔ مسکونی در ایالات متحده آمریکا است که در شهرستان لنکستر، کارولینای جنوبی واقع شده‌است. الگین ۱۲٫۷ کیلومتر مربع مساحت و ۲٬۴۲۶ نفر جمعیت دارد.